# Korczak (Kalisz)
Korczak – osiedle położone w zachodniej części Kalisza, nad strumieniem Krępica. 

## Położenie
Osiedle Korczak usytuowane jest w zachodniej części miasta, przy drodze wylotowej w kierunku Poznania. Sąsiaduje od północy z osiedlem Ogrody, od południa z osiedlem Widok, od wschodu z Rogatką, od strony zachodniej z osiedlem Dobro. 

## Historia
Głęboki parów strumienia Krępica, wykorzystywano od XVI wieku (1543) do dostarczania rurociągiem wody pitnej dla miasta Kalisza.   
Nazwa Korczak pojawia się w dokumentach od XVII wieku, pochodzi od nazwy młyna poruszanego przez przepływający strumień w ówczesnej wsi Dobrzec Mały. Najstarszy młyn stał na tym terenie do 1939.   
W latach 20. XX wieku na Korczaku wybudowano szkołę powszechną im. Adama Mickiewicza.  W 2000 założono Park nad Krępicą (2,5 ha).  

## Komunikacja miejska
Komunikację z osiedlem Korczak zapewniają autobusy Kaliskich Linii Autobusowych  oraz linia A Pleszewskich Linii Autobusowych.